# 大西貴文のTHE NITE
大西貴文のTHE NITE（おおにしたかふみのザ・ナイト）は、MUSIC BIRD for COMMUNITYを通じ、全国のコミュニティ放送局で放送されているラジオ番組。2004年（平成16年）10月1日放送開始。

## 概要
パーソナリティは大西貴文。大西はパーソナリティだけでなく、選曲・企画までをこなす完全ワンマンスタイルでの放送。「極上のサウンド」と銘打ったAOR・R&B・ディスコナンバー・フュージョン楽曲とともに、その日のニュース紹介など、複数のコーナーを展開する（後述）。その「極上のサウンド」は1日平均40曲に及ぶが、それを自宅にいるうちにすべて曲同士の相性を考えながらセットリストをくみ上げている。曰く「過去の蓄積があるので頭にすぐ浮かぶ」「曲同士を気持ちよく聴いていただけるように1話完結のドラマを作っているようなイメージで組み合わせている」という。2012年10月から豊島典雄出演のニュース解説コーナーが開始。後に「ナイトジャーナル」のタイトルが付く。2014年10月から、コーナーレギュラーの選曲家として吉岡正晴、西崎信太郎が参加。
放送時間は、毎週月曜日から金曜日の21:00 - 23:55。放送開始当初は22:00 - 23:55であったが、2009年4月以降、21:00開始となった。
放送開始以来生放送されてきたが、2021年2月22日から4月22日まで、大西の体調不良による休養にともない生放送を取りやめ、過去放送分の再放送を行った。

### 番組タイトルについて
公式ブログ（下記リンク参照）では、大西貴文THE NITE（おおにしたかふみ ザ・ナイト）と表記されている。また、CM枠前後のジングルでは、「DJ OHNISHI PRESENTS THE NITE」（ディージェイオオニシ・プレゼンツ ザ・ナイト）とコールされている。

### ネット局
コミュニティ放送局一覧のうち、記号欄の「ミュージックバードを再送信している局」を参照。ミュージックバードを再送信している局すべてで本番組をネットしているわけではなく、またネット局内でも3時間すべてを放送しない例がある（次の段落で詳述）ため、ネット局がリリースする番組表での確認が必須である。
上記の放送時間のうち、毎日3時間フルネットしている局と、1時間あるいは30分単位での飛び乗りや飛び降りを行っている局とが混在している（#タイムテーブル参照）。また、編成の都合上、曜日によって放送の開始・終了時間が異なる（この場合、音楽の途中で一旦飛び降りてCMに切り替わる場合がある）、あるいは曜日によって別の番組を放送する局もある。
なお、ほとんどのネット局における当番組の放送は、JCBAインターネットサイマルラジオ、SimulRadio、ListenRadio（リスラジ）、FM++などのインターネットサイマル放送経由で聴くことができる。J-WAVEの再配信をしている放送局の一部では、FM波でJ-WAVEを放送し、サイマルで本番組を放送している例もある。

## タイムテーブル
2024年（令和6年）11月現在
- 21:00 - 21:10 オープニング・リスナーメッセージ・音楽
- 21:10 - 21:20 トーク・リスナーメッセージ・音楽[注 4]
- 21:20 - 21:24 THE NITE NEWS FLASH
毎日のニュースを紹介する。
- 21:29 - 21:30 CM
- 21:30 - 21:50 リスナーメッセージ・音楽
ゲストを招いてのトークの場合もある。
金曜のみ、豊島典雄が一週間のニュースを振り返り解説するナイトジャーナル。
- 22:00 - 22:10 22時台のオープニング・リスナーメッセージ・音楽
FM鳥取は金曜のみここから放送開始。
- 22:10 - 22:20 トーク・リスナーメッセージ・音楽[注 5]
- 22:20 - 22:23 スポーツ情報
- 22:23 - 22:29 音楽
- 22:29 - 22:30 CM
- 22:30 - 22:57 特集
FM-UUは全曜日ここから飛び乗る。
新譜や、特定のアーティストないしレーベル等の楽曲を紹介。ゲストを招いてのトークの場合もあり、21時台後半に登場したゲストがここで再び登場することも多い。
金曜日のフィーチャートラックスは、毎回大西おすすめのアーティストをフィーチャーする。
最終火曜のみ、西崎信太郎による選曲特集アーバンナイト。
- 22:57 - 23:00 音楽
マリンパルはここで放送終了扱いとなり、局名告知が流れるが、「サービス放送」として引き続き放送を継続する。
- 23:00 - 23:20 THE NITE FIFTY FOUR
アメリカに実在するクラブ「スタジオ54（フィフティーフォー）」を再現するという趣向で、ディスコ音楽をノンストップで紹介する。
- 23:20 - 23:23 リスナーメッセージ
- 23:29 - 23:30 CM
- 23:30 - 23:40 音楽
- 23:40 - 23:42 翌日の記念日、誕生日の有名人、行事予定などの紹介
- 23:42 - 23:43 天気概況（天気であることを言わずにいきなり「それでは明日の概況です」と言って始める）
- 23:43 - 23:50 リスナーメッセージ・音楽
- 23:50 - 23:55 エンディング[注 6]

## テーマ曲・BGM
オープニングテーマ曲　　
Atmosfear『Motivation（Dim's Dubwize Mix）』（収録アルバム：A Night at the Playboy Mansion の8曲目）
THE NITE NEWS FLASH
Paulo Rocha『Dreamwalker（Dancin In Our Sleep Mix）』
メッセージ紹介（不定期21時55分頃）
Midas Hutch『The High（Instrumental）』（収録アルバム：The Instrumentals の7曲目）
22時台オープニングテーマ曲
福富幸宏『Drifting』（収録アルバム：On a trip の7曲目）
スポーツ情報
Jazz Juice『52nd Street（Minor Blues）』（収録アルバム：52nd Street の7曲目）
フィーチャートラックス（金曜22時30分）
クルセイダーズ『スパイラル（Spiral）』（収録アルバム：南から来た十字軍 (Those Southern Knights) の1曲目）
リクエストタイム
acro jazz laboratories『Let It Go』（収録アルバム：UNRAPPED 2 の1曲目）
アーバンナイト、メッセージ紹介（金曜を除く21時40分頃、特集時以外の22時40分頃）
- Midas Hutch『24 Hours（Instrumental）』
- Midas Hutch『Sex You（Instrumental）』

（収録アルバム：The Instrumentals の それぞれ 2・3曲目）
THE NITE FIFTY FOUR
Beat Junkies『Scratch Monopoly Pt. II』（収録アルバム：Return of the DJ, Vol. 1 の5曲目）
メッセージ紹介（23時20分頃）
Midas Hutch『Out Of Business（Instrumental）』（収録アルバム：The Instrumentals の16曲目）
翌日の記念日・誕生日、天気概況
BRS『Lovin' Me（Dubtribe Soundsystem Remix）』
番組ジングル
23時20分頃（THE NITE FIFTY FOUR直後）
- メイシオ & ザ・マックス『クロス・ザ・トラック (ウィー・ベター・ゴー・バック)』（収録アルバム：James Brown's Funky People (Part 2) の7曲目 冒頭部分）
- Sylk 130 feat. Twyla『I Can't Wait』（収録アルバム：RE-MEMBERS ONLY の7曲目 冒頭9秒間）

23時35分頃
マサ小浜『THE NITE Jingle 〜Masa Kohama Ver.』（2012年頃に生放送中のスタジオでの即興演奏により出来たオリジナル曲）
23時50分頃
Leroy Hutson『I Bless the Day』（収録アルバム：Hutson の 2曲目）
CM（23時29分／エクササイズコーヒー）
Khaim（カイム）『Stay On Your Mind』（フリーBGM素材 DOVA-SYNDROME から2017年4月29日に公開）

### 過去
22時台オープニングテーマ曲
Board Of Directors『Hanging Tough』（収録アルバム：The Soul of Disco Vol.3 compiled by Joey Negro の6曲目）

## 企画盤
- THE NITE Weekend Cruisin' narrated and selected by DJ OHNISHI（Pヴァイン PCD-20394 2018年（平成30年）6月6日） - 大西貴文による選曲、解説音声付きコンピレーション・アルバム。
- THE NITE Suite Experience narrated and selected by DJ OHNISHI（Pヴァイン PCD-24813 2019年（平成31年）3月6日） - 同第2弾。
- THE NITE Romantic Groove narrated and selected by DJ OHNISHI（Pヴァイン PCD-24897 2019年（令和元年）11月27日） - 同第3弾。